# История плохой девочки
«История плохой девочки» — концертный тур российской поп-группы «Винтаж», в поддержку их третьего студийного альбома «Анечка».
Концертный тур был открыт выступлением в московском зале «Крокус Сити Холл», которое группа приурочила к своему пятилетию. Концерт получил позитивные отзывы на сайтах «Карты Музыки», Shalomnews.ru, Moda.ru, Km.ru, в журнале Fuzz и в газете «Московский комсомолец».

## Предыстория
В январе 2011 года появились первые сообщения о новом альбоме группы, а в июле было объявлено, что «Винтаж» собирается выступить с новой программой в Москве. В марте, на пресс-конференции в Екатеринбурге, Анна Плетнёва рассказала, что группа записывает новый альбом, в поддержку которого будет создано новое шоу:

Мы бойкотировали все московские клубы. И в ближайшее время, до октября, концертов у нас не будет, потому что в октябре состоится презентация нового альбома, который, надеемся, к этому моменту уже успешно родится. Мы очень готовимся, мы делаем новое шоу, с которым объедем все города и, надеюсь, всё это увидят и услышат, как и было, впрочем, с предыдущим альбомом.— Анна Плетнёва
На конференции Алексей Романоф также сообщил, что группа собирается включить в сет-лист песню «Целься», которая долгое время не исполнялась на концертах. В августе стало известно, что первый концерт тура пройдёт в московском «Крокус Сити Холле», 15 октября и что концерт будет полностью «живым». «Мы всегда поём вживую, но аккомпанемент порой использовали компьютерный. А в „Крокусе“ будет стопроцентный живой звук», — говорила солистка группы. К участию в концерте также были привлечены Ева Польна, Рома Кенга, Владимир Пресняков и DJ Smash.

## Название тура и репетиции

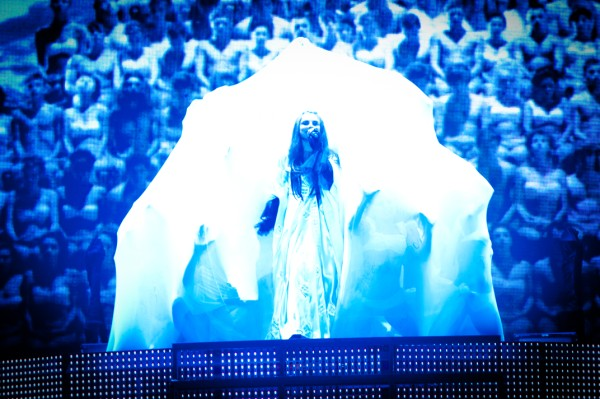
Первым номером концерта в московском «Крокус Сити Холле» стала постановка к песне «Деревья».

Участники группы отмечали, что готовили шоу в течение полугода. Во время онлайн-конференции на сайте «АиФ», «Винтаж» рассказали, что 12 октября всё ещё проходили репетиции концерта в Москве. «Да, у нас сейчас репетиции каждую ночь в „ДК МАИ“. Каждую ночь мы решаем какую-то проблему. Вчера привезли декорации — это 6-метровая кровать — и мы поняли, что она не совсем правильно технически сделана, и пытались справиться с этой проблемой, как делать поддержки и постановки на этой кровати», — говорила Анна Плетнёва. Ранее Плетнёва заявляла, что концерт будет исполнен полностью «в живую». По её мнению, это стало экспериментом для группы, так как люди привыкли воспринимать музыку коллектива, как танцевальную, электронную. Алексей Романоф прокомментировал данное решение, сказав, что долго сопротивлялся против выступления с живыми музыкантами. Опасаясь того, что люди могут не воспринять то, как музыка звучит на концерте, он отмечал: «Играть танцевальную музыку живьём сложно, и в большинстве случаев звучит она иначе, не танцевально. Люди в зале слышат знакомую песню, но не понимают, почему не могут под неё танцевать, расстраиваются, и, как результат, могут отвернуться. Наша задача состояла в том, чтобы по драйву, хотя бы, она осталась такой же. Найти таких музыкантов крайне сложно, но мы это сделали».
Анна Плетнёва также рассказала, почему группа выбрала название «История плохой девочки» для новой концертной программы:

Как ни крути, но я ассоциируюсь с самой плохой девочкой отечественного шоу-бизнеса. Люди, которые плохо знакомы с нами, не наши фаны, которые все эти пять лет были с нами или присоединились к нам в течение этих пяти лет, всё равно воспринимают наше творчество поверхностно, пока не придут на концерт. После концерта всё, как правило, кардинально меняется, люди начинают более глубоко воспринимать наше творчество. Те, кто впервые придёт на наш концерт 15 октября, я надеюсь, откроют группу «Винтаж» совершенно с новой стороны. Поэтому — «История плохой девочки». Иногда спрашивают, а какая у вас концепция? Нам хочется, чтобы это была не концепция, а получилась большая история, мы хотим в этом концерте рассказать всё, что случилось за пять лет с группой «Винтаж»…— Анна Плетнёва

## Выступление
На концерте в «Крокус Сити Холле», в Москве, были установлены три больших экрана. Слева расположился Алексей Романоф с клавишными, справа — живая группа из клавишника, басиста, гитариста и ударных. Концерт открывала танцевальная интерлюдия, в конце которой Анна Плетнёва появлялась из белого кокона. Первым номером была исполнена композиция «Деревья». Во время номера солистка спускалась по лестнице на сцену, в сопровождении двух танцоров. После из кокона выскочили ещё несколько человек, одетые, как в клипе и Анна прошла по их ладоням, при этом был создан эффект, как будто она парит над сценой. Плетнёва исполняла композицию в белоснежном плаще, который, после завершения песни, был снят и певица появилась в чёрном наряде.
Далее были исполнены «Стерео» и «Мама-Америка». Во время исполнения «Мама-Америка», на сцене «появлялись бесполые танцоры со знаком „Живи!“ на груди и пропагандой здорового образа жизни на экране». Сергей Мудрик в журнале Fuzz писал, что ему выступление напомнило «перфоманс под „Jelaousy“ из последнего тура Pet Shop Boys». Композицию «Целься» группа спела в дуэте с Ромой Кенга, который исполнил вокальные партии Алексея Романоф.
Для исполнения ремикса на песню «Всего хорошего», танцоры переоделись в военную форму. «Амстердам» был исполнен с Владимиром Пресняковым. После на сцене появился DJ Smash который исполнил роль диджея. Танцоры и солистка исполняли танцевальный номер, под мегамикс из песен «Можно без слов», «Мама Мия» и «21 грамм». На сайте «Карты Музыки» писали, что «на несколько минут показалось, что все находятся не в российской столице, а на лучшей дискотеке Ивисы».

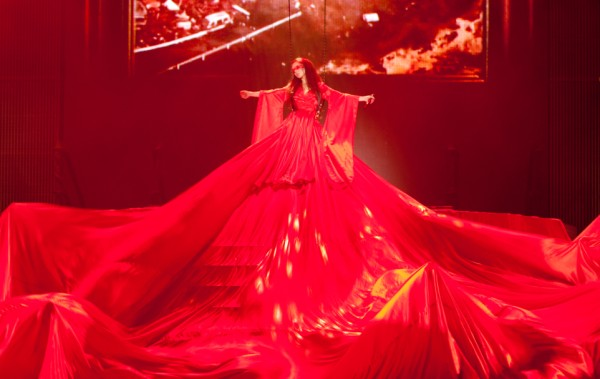
Постановку к песне «Ave Maria» критики назвали одним из лучших моментов шоу.

Во время исполнения песни «Мальчик» «на протяжении всей композиции на экранах развевался официальный флаг движения сексуальных меньшинств, так называемая „радуга“». После чего, композиция плавно перетекла в исполнение песни «Ева». В конце номера на сцене появилась Ева Польна, которая исполнила отрывок из песни «Беги от меня», включённый в композицию. Анна и Ева исполнили дуэтом песню «Это сильнее меня», после чего Польна исполнила две свои композиции сольно.
Исполнение «Ave Maria» было названо одним из лучших номеров шоу: «…на сцене на античных платформах танцевали древнегреческие статуи, по бокам на трёхметровой высоте участники балета выполняли акробатические номера, а по центру на возвышении, застеленном красным шёлком, воцаряла Анна Плетнёва с красной повязкой на глазах», — описывали постановку на сайте «Карты Музыки». Вначале солистка появилась летящей над сценой, её платье при этом закрывало более половины сцены, а по краям в воздухе исполняли номера акробаты с лентами. «Одиночество любви» певица исполняла в узком золотистом платье с разрезами по бокам. Для исполнения «Лолиты» Анна Плетнёва самостоятельно аккомпанировала себе на фортепиано. Номер к композиции «Роман» был идентичен выступлению на премии Муз-ТВ, где «Винтаж» исполняли песню с цыганским хором. Завершала концерт песня «Плохая девочка».

## Реакция критики
Концерт в Москве получил положительные отзывы, хотя и отмечались некоторые огрехи со звучанием. На сайте «Карты Музыки» отмечали, что: «…шоу было грамотно срежиссировано, что большая редкость в наше время. Также очень порадовал профессиональный и техничный балет, которым „Винтаж“ по праву может гордиться». Сергей Мудрик в журнале Fuzz позитивно оценил выступление и сравнил концерт с выступлениями Мадонны. «Постановка концерта вызывала местами дежавю. Правда, попытка перенять западный опыт похвальна — у нас шоу такого плана прежде делать никто и не пытался (правда, до западного уровня всё же ещё неблизко, как по масштабам, так и по реализации). В первую очередь, конечно, приходят на ум шоу Мадонны: тут тебе и аналогичные сольные выходы Плетнёвой с гитарой и клавишами, и масштабные костюмированно-акробатически-каскадерские решения, и схожие перерывы для артистов „на переодеться“ с громко звучащим ремиксом и выходящими на авансцену танцорами (все приёмы задействованы в последних двух турах знаменитой певицы)», — писал журналист.

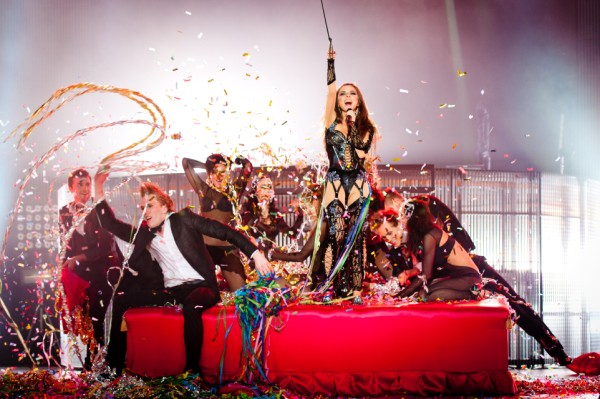
Завершал концерт номер к песне «Плохая девочка».

Алексей Королёв на сайте Moda.ru писал, что выступление можно сравнить с постановками Кайли Миноуг, Шэр и Бейонсе, отметив, что концерт «без всяких сомнений попал в разряд одних из лучших шоу-программ на сегодня, в России». Денис Ступников в Km.ru также позитивно отозвался о концерте в Москве. «Зал „Крокус“ оказался не шибко приспособлен к электронным party (хотя, надо отдать должное „Винтажу“, музыканты играли вживую)… Зато овчинка стоила выделки, поскольку группа показала грандиозное шоу, которое вряд ли бы удалось на любой другой столичной площадке», — писал журналист.
Позитивно концерт описывала и Татьяна Сарбаева из Shalomnews.ru, по мнению которой, на концерте была представлена качественная хореографическая постановка и яркие образы. Лучшими номерами она назвала выступление под песни «Деревья», «Ева» и «Амстердам». Алексей Остудин в «МК» писал, что выступив на площадке «Крокуса» группа совершила рискованный переход из разряда клубного коллектива, к большой эстраде. При этом журналист отмечал, что «Винтаж» ошиблись с выбором места выступления, так как концертный зал имел ограничения по громкости, из-за чего состоялась большая задержка шоу и были проблемы со звуком. Тем не менее, автор писал, что «все 17 песен были исполнены живым звуком», а «такие номера, как „Деревья“, „Аве Мария“, могут стать украшением для шоу любого западного поп-артиста». Денис Ступников из KM.ru внёс выступление группы в Москве в список «Десять лучших поп-концертов 2011-го», поставив его на четвёртую позицию в рейтинге.

## Трансляция и DVD
Одновременно с концертом в интернете велась онлайн-трансляция концерта, часть которой позже попала на YouTube. Сергей Мудрик негативно отозвался о трансляции, отметив, что видео не передаёт позитивных эмоций от выступления группы живьём. Он также предположил, что причиной этого может быть то, что по-иному настроенный звук с пульта мог выявить «недостатки в исполнении песен Плетнёвой, которые на концерте явно амортизировались бэк-вокалистками» и в заключении сделал вывод — «стоит ходить на концерты. Они и у поп-артистов бывают хорошими, что подтвердилось и в этот раз».
Концерт также транслировался на нескольких телеканалах, в том числе на RU.TV и Муз-ТВ. 26 января 2011 года и 5 января 2012 телевизионная версия концерта была показана в эфире RU.TV. 14 января 2012 концерт был показан в эфире Муз-ТВ и вошёл в тройку самых рейтинговых передач телеканала в период с 9 по 14 января. Общая доля от количества телезрителей составила 1 % с рейтингом в 0,4 %. Благодаря удачной трансляции, три песни из альбома «Анечка», не выпущенные синглами, попали в видеочарт портала «Красная звезда». Песни «Ave Maria», «Стерео» и «Амстердам» достигли 81 позиции в рейтинге.
Алексей Романоф также говорил, что концерт, как и все крупные выступления группы, будет издан на DVD. Анна Плетнёва при этом отмечала, что в DVD войдёт большая часть закулисных записей во время создания концерта. По её словам, диск будет скорее не концертным, а составит большой фильм. «…мы сейчас снимаем в процессе репетиций всё, что мы делаем. Все проблемы, которые возникают в процессе подготовки к концерту, всё это будет в фильме. Это будет большой фильм. Думаю, нашим поклонникам будет интересно его увидеть, потому что всегда они видят конечный продукт», — рассказывала артистка.

## Сет-лист
1. Деревья
2. Стерео
3. Мама-Америка
4. Целься (с Ромой Кенга)*
5. Всего хорошего (DJ Alex Nevsky remix)
6. Амстердам (с Владимиром Пресняковым)*
7. Medley (Можно без слов / Мама mia / 21 грамм) (с DJ Smash)*
8. Мальчик
9. Medley (Ева / Это сильнее меня) (с Евой Польна)**
10. Ave Maria
11. Одиночество любви
12. Лолита
13. Роман
14. Плохая девочка

* — песни исполнялись дуэтом только на концерте в Москве, 15 октября, в «Крокус Сити Холле».
** — на концерте в Москве, Ева Польна также сольно исполнила две своих песни: «Корабли» и «Не расставаясь».

## Даты концертов
| 2011 год         |                        |           |                                               |
| 15 октября 2011  | Москва                 | Россия    | «Крокус Сити Холл»                            |
| 16 октября 2011  | Москва                 | Россия    | La Provincia                                  |
| 20 октября 2011  | Москва                 | Россия    | —                                             |
| 22 октября 2011  | Москва                 | Россия    | Kalina Cafe                                   |
| 28 октября 2011  | Москва                 | Россия    | Атриум музея им. Пушкина Ресторан «Революция» |
| 11 ноября 2011   | Таллинн                | Эстония   | Клуб Parlament                                |
| 12 ноября 2011   | Рига                   | Латвия    | Клуб STUDIO 69                                |
| 19 ноября 2011   | Санкт-Петербург        | Россия    | Клуб «Истерия»                                |
| 25 ноября 2011   | Рыбинск                | Россия    | HELIOPARK                                     |
| 10 декабря 2011  | Нижний Тагил           | Россия    | РЦ «Глобус»                                   |
| 2012 год         |                        |           |                                               |
| 21 января 2012   | Москва                 | Россия    | Клуб Soho Rooms                               |
| 28 января 2012   | Пермь                  | Россия    | Клуб «Горный хрусталь»                        |
| 3 февраля 2012   | Москва                 | Россия    | Клуб «Известия Hall» Клуб «Рай»               |
| 4 февраля 2012   | Москва                 | Россия    | Клуб «Политика»                               |
| 9 февраля 2012   | Москва                 | Россия    | —                                             |
| 10 февраля 2012  | Москва                 | Россия    | Клуб Golden Palace Клуб Kalina Cafe           |
| 14 февраля 2012  | Москва                 | Россия    | Клуб «Балкон»                                 |
| 2 марта 2012     | Санкт-Петербург        | Россия    | БКЗ «Октябрьский»                             |
| 7 марта 2012     | Москва                 | Россия    | Клуб «Джельсомино»                            |
| 8 марта 2012     | Москва                 | Россия    | Клуб Shore House                              |
| 16 марта 2012    | Тула                   | Россия    | —                                             |
| 20 марта 2012    | Москва                 | Россия    | Культурный Центр ФСБ                          |
| 22 марта 2012    | Москва                 | Россия    | «Барбадос»                                    |
| 4 апреля 2012    | Москва                 | Россия    | «Бум Бум Рум»                                 |
| 6 апреля 2012    | Москва                 | Россия    | «The Сад»                                     |
| 21 апреля 2012   | Москва                 | Россия    | «Сохо»                                        |
| 26 апреля 2012   | Омск                   | Россия    | —                                             |
| 28 апреля 2012   | Санкт-Петербург        | Россия    | —                                             |
| 5 мая 2012       | Москва                 | Россия    | —                                             |
| 25 мая 2012      | Воронеж                | Россия    | Сити Парк «Град»                              |
| 2 июня 2012      | Талдыкорган            | Казахстан | —                                             |
| 3 июня 2012      | Алматы                 | Казахстан | —                                             |
| 4 июня 2012      | Москва                 | Россия    | Piazzo Italiana                               |
| 5 июня 2012      | Москва                 | Россия    | ресторан «Иль Камино»                         |
| 9 июня 2012      | Москва                 | Россия    | «Калина кафе»                                 |
| 11 июня 2012     | Санкт-Петербург        | Россия    | —                                             |
| 12 июня 2012     | Санкт-Петербург        | Россия    | —                                             |
| 15 июня 2012     | Самара                 | Россия    | ресторан «ЯR»                                 |
| 22 июня 2012     | Кокшетау               | Казахстан | —                                             |
| 23 июня 2012     | Москва                 | Россия    | «Центральная станция»                         |
| 30 августа 2012  | Москва                 | Россия    | —                                             |
| 1 сентября 2012  | Нижневартовск Радужный | Россия    | —                                             |
| 2 сентября 2012  | Москва                 | Россия    | —                                             |
| 7 сентября 2012  | Москва                 | Россия    | —                                             |
| 8 сентября 2012  | Москва                 | Россия    | ЦПКИО им. Горького                            |
| 15 сентября 2012 | Алматы                 | Казахстан | —                                             |
| 27 сентября 2012 | Красноярск             | Россия    | —                                             |
| 20 октября 2012  | Нахабино               | Россия    | —                                             |
| 16 ноября 2012   | Москва                 | Россия    | Ресторан «Минсельхоз»                         |
| 17 ноября 2012   | Москва                 | Россия    | ТРЦ «Гагаринский» Клуб «Секрет»               |
| 24 ноября 2012   | Москва                 | Россия    | Клуб IKON                                     |
| 30 ноября 2012   | Ростов-на-Дону         | Россия    | Клуб «Парк Культуры»                          |
| 8 декабря 2012   | Нижний Новгород        | Россия    | ТРЦ «Фантастика»                              |
| 18 декабря 2012  | Москва                 | Россия    | Ресторан «Баккара»                            |
| 22 декабря 2012  | Москва                 | Россия    | Клуб IKON                                     |

## Рейтинги
| Организация | Страна | Рейтинг                                         | Год  | Источник |
| ----------- | ------ | ----------------------------------------------- | ---- | -------- |
| KM.RU       | Россия | «Десять лучших поп-концертов 2011-го» (4 место) | 2011 | [ 15 ]   |